# Császári és Királyi Haditengerészet
A Császári és Királyi Haditengerészet (németül kaiserliche und königliche Kriegsmarine vagy k. u. k. Kriegsmarine, esetleg Österreichische Marine) az Osztrák–Magyar Monarchia Fegyveres Erőinek része volt a hadsereggel és a légierővel együtt. A hadiflotta a Monarchiával egy időben, 1867-ben jött létre. Ekkor nevezték át a Császári Haditengerészetet Császári és Királyira, ami azt jelentette, hogy a Magyar Királyság is jelentős szerepet vállalt a további fejlesztésekben. A 20. század elejéig jelentős erőt ugyanis nem képviselt, de onnantól a Monarchia erőteljesen fejleszteni kezdte. Tetőpontját az első világháborúra érte el, mikor is a világ hatodik legnagyobb flottájává vált. A háború végéig jelentős erőt képviselt, de 1918-ban megszűnt. Utolsó parancsnoka a horvát származású Maximilian Njegovan tengernagy volt.
Az 1867-es kiegyezéskor a Császári-Királyi hajóhad a következő hadihajókból állt : 1 csavargőzös sorhajó, 7 csavaros páncélos fregatt, 8 kisebb csavaros fregatt és korvett, 13 csavaros ágyúnaszád, 16 kerekes ágyúnaszád, valamint 14 különböző rendeltetésű tengeri kerekes gőzös, vagyis összesen 59 gépi meghajtású hajó. Ezenkívül volt még 34 említésre méltó vitorlás vagy evezős hadihajója, közöttük 2 fregatt, 2 korvett, 7 brigg és 4 goelett. 1914-ben a császári és királyi hajóhadba 16 csatahajó, 9 cirkáló, 26 romboló, 77 torpedónaszád, 6 tengeralattjáró, 8 monitor és 6 őrjárónaszád tartozott.
Fiuméban működött a Császári és Királyi Haditengerészeti Akadémia és a költségek tekintetében 1918-ra 36 százalék fölé emelkedett a királyságra eső költségviselés terhe. 2016-ban a haditengerészet kötelékében szolgáló magyarok tiszteletére és a hősi halált halt magyar haditengerészek emlékére június 10-ét az Országgyűlés emléknappá nyilvánította.

## Történelem

### Előzmények
A Császári és Királyi Haditengerészet felállítása II. József nevéhez fűződik. 1786-ban Trieszt város hadihajókat kért védelmül az Adriára behatoló kalózok ellen, ezért az uralkodó két kuttert vezényelt át az Osztrák-Németalföldről. A Le Juste és a Le Ferme alkotta az „első trieszti haditengerészet” magját. Ez az „egység” az uralkodó szemében nem tűnt egyébnek, mint egy vízi rendőrség. A piros-fehér-piros lobogó jelezte, hogy ez a kis flottilla nem tartozott a Német-római Birodalom szerves intézményéhez. Már ebben a kezdeti stádiumban jelentkeztek a jövőbeli problémák: a pénzhiány, a legénység és a tisztikar összetétele. 1850-ig a vezényleti nyelv az olasz volt. A haditengerészet első parancsnoka a skót származású George Simpson volt, őrnagyi rangban. A haditengerészet valódi megszületése Velence 1798. január 18-ai elfoglalása utánra tehető. A haditengerészet jókora zsákmányt szerzett (10 sorhajót, 7 fregattot és több tucat kisebb egységet), a helyzetet azonban nem sokáig élvezhették. Az 1805-ös pozsonyi békében Ausztria elvesztette Velencét és Dalmáciát. Az 1806-ban alakult, Joseph L’Espine vezette „második trieszti haditengerészet” rövid élettartama alatt nem bocsátkozott harcba. Az 1809-es schönbrunni békében Ausztria az összes tengerparti területét elvesztette, és a haditengerészet megszűnt létezni.

A lissai csata

A napóleoni háborúk végén Velence újra osztrák fennhatóság alá került. Metternich 1817-ben rögzítette: a haditengerészet 2 fregattot és 8 brigget tarthat. A görög szabadságharc ideje alatt – a kalózok elszaporodása miatt – felállított „Levante-flottilla” őrizte a partokat. 1848. március 17-én forradalom tört ki Velencében. A hajók kétharmad része a forradalmárok kezébe került, de ezek csak a kisebb egységek voltak. Az osztrákok blokádot vontak a város köré, amit a forradalom bukásáig, augusztus 28-ig tartottak fenn. A porosz–osztrák–dán háborúban bizonyító Wilhelm von Tegetthoff, a helgolandi csata győztese, a háború végére ellentengernagy lett. 1866-ban az olaszok elleni háború egy nagy tengeri csatát hozott. A július 20-i lissai csata osztrák győzelemmel ért véget. Ferenc József a győzelem után altengernaggyá léptette elő Tegetthoffot, de a flotta élére várt parancsnoki kinevezése elmaradt.

### A kiegyezéstől 1890-ig
Az 1867-es kiegyezéskor a császári-királyi hajóhad a következő hadihajókból állt : 1 csavargőzös sorhajó, 7 csavaros páncélos fregatt, 8 kisebb csavaros fregatt és korvett, 13 csavaros ágyúnaszád, 16 kerekes ágyúnaszád, valamint 14 különböző rendeltetésű tengeri kerekes gőzös, vagyis összesen 59 gépi meghajtású hajó. Ezenkívül volt még 34 említésre méltó vitorlás vagy evezős hadihajója, közöttük 2 fregatt, 2 korvett, 7 brigg és 4 goelett. 1914-ben a császári és királyi hajóhadba 16 csatahajó, 9 cirkáló, 26 romboló, 77 torpedónaszád, 6 tengeralattjáró, 8 monitor és 6 őrjárónaszád tartozott.
A kiegyezést és a lissai győzelmet követően mindenki azt várta, hogy Tegetthoffot kinevezik a haditengerészet élére. Furcsa módon egy tragédia, Miksa mexikói császár halála segítette őt a parancsnoki székbe. Ferenc József Tegetthoffot küldte el kivégzett öccse holttestéért. Visszatérése után az uralkodó – hálája kifejezése gyanánt – 1868 februárjában kinevezte a haditengerészet élére. Ezt a beosztást egészen a haláláig, 1871. április 7-ig töltötte be. Az új flottaépítési terv beterjesztése után, 1868-ban fellendült a hajógyártás. A tervek szerint 15 páncélhajó, 8 fregatt, 16 korvett és ágyúnaszád, valamint 11 egyéb kiszolgáló hajó építését kezdték volna meg. 1869-ben Triesztben megkezdték a Custoza és a Erzherzog Albrecht kazamatahajók építését. Még ebben az évben Josef von Romako tervei alapján kezdték el építeni a Leitha és a Maros nevű dunai monitorokat. Szintén még Tegetthoff életében kezdték el Pólában a Helgoland, Triesztben a Fasana és a Zrínyi csavaros szlúpok megépítését. Megemlítendő még az 1871-ben vízre bocsátott Cyklop műhelyhajó, amit a franciaországi La Seynében építettek. 1871-ben, Tegetthoff halálát követően Lipót herceg pártfogoltja, Friedrich von Pöck báró került a haditengerészet parancsnoki pozíciójába. Amint Pöck átvette a parancsnokságot, nekilátott Tegetthoff bizalmi embereinek eltávolításához Bécsből és az Adriáról. Erre példa Max von Sterneck, Tegetthoff egykori jobbkeze, későbbi flottaparancsnok, aki hamarosan a Barents-tengeren találta magát egy expedíció élén. Az 1870-es évek feszült hangulatát különböző missziókkal, expedíciókkal próbálták oldani. A Monarchia fennállásának leghíresebb expedíciója a Ferenc József-föld felfedezése volt.
Von Pöck működése alatt (1883-ig) a flotta körül mély csend honolt. Parancsnoksága alatt mindössze a megkezdett hajók építését fejezték be, újakat nem építettek. A hetvenes években feltalált új hajótípus, a torpedónaszád, amely önjáró torpedó (feltalálója a fiumei Giovanni Luppis fregattkapitány) hordozására kialakított kicsi, gyors hajó volt. A Seehund, az Osztrák–Magyar Monarchia első torpedónaszádjaként, 1873. március 27-én állt szolgálatba. Minden más tengeri hatalmat megelőzve, 1877-ben a Monarchia kezdte meg először a naszádoknál nagyobb úgynevezett torpedóhajókat vagy torpedócirkálókat (Zara, Spalato, Sebenico) alkalmazni. Az 1882-ben megkötött Hármas szövetséget a haditengerészet valóságos katasztrófának élte meg. Megszűnt az olasz fenyegetés és így nem volt indok a flotta fejlesztésére. Pöck nem bírt megbirkózni a problémákkal és idegösszeomlást kapott. Nyugállományba küldték, és helyébe Max von Sternecket nevezték ki. Sterneck személyében egy újabb lissai hős került a flotta és a tengerészeti osztály élére. Felismerte, hogy az új tengerészeti műszaki vívmányok miatt meg kell változtatni a hagyományos szervezési elveket. 1884. évi flottaépítési tervében kifejtette, hogy létre kell hozni egy olyan nagy védelmi és harckészültségű hajóhadat, melynek középpontjában 15 csatahajó (toronyhajó) áll. Meg is kezdték a 6900 tonnás Kronprinz Rudolf és az 5100 tonnás Kronprinzessin Stephanie építését. Ezek a toronyhajók lettek a flotta első 30,5 cm-es löveggel felszerelt hajói. Sterneck legelső évei alatt a kisebb, páncél nélküli hajók építését támogatta. 1892-ig 53 új torpedónaszád, 6 romboló, 3 kisebb (1500 tonnás, Panther, Leopard és Tiger) és 2 nagyobb (4000 tonnás, Kaisern Elizabeth és Kaiser Franz Joseph I) cirkálóval gyarapodott a flotta állománya.
1877/78-ban németországi Elbingben építettek három torpedóhajót (Meteor, Komet, Blitz), majd 1890-ben az angliai Jarrowban a Planetet. Ezek mintájára épült Triesztben a Trabant. Sterneck a segédhajókról sem feledkezett el. Először három vontatógőzös, a Hippos a Büffel és a Dromedar épült fel. Őket követte a Gigant szivattyúhajó, majd a Pluto, ami szintén szivattyúhajó volt. 1890-ben fektették le az első aknahajó, a Salamander gerincét.

### 1890-től a századfordulóig
A flottából nagyon hiányoztak a csatahajók. Mivel újak építésére a szűk költségvetésből nem tellett, ezért a Tegetthoff kazamatahajó modernizálásával oldotta meg a problémát. 1891-ben és 1893-ban szintén a csatahajók pótlására állt szolgálatba két nagy cirkáló, a Kaiser Franz Joseph I és a Kaiserin Elisabeth. 1892-ben és 1893-ban bocsátottak vízre két újabb monitort, a Köröst és a Szamost. 1893-ban – nagy politikai küzdelmek árán – vízre bocsátották az első valóban korszerű és nagy páncélos cirkálót, a Kaiserin und Königin Maria Theresiát. 1893-ban Sterneck 1,5 millió forint hitelt kapott három új, úgynevezett partvédő csatahajó építésére, amelyek a Wien, a Monarch és a Budapest nevet viselték. Ezek közül a Budapest kapott először a flotta történetében vízcsöves kazánokat. Sterneck irányítása alatt több csatahajó már nem épült. Bár az 1897–98-ban megkezdett Zenta, Aspern és Szigetvár missziócirkálók és az 1895-ben elkezdett Kaiser Karl VI páncéloscirkáló valamelyeset kompenzálták ezt. 1895-ben a Monarchia három cirkálóval képviseltette magát a Kieli-csatorna átadási ünnepségén. Szintén ebben az időszakban épültek Sperber- és Elster-csoportbeli torpedónaszádok is. 1892-ben és 1896-ban két nagy torpedóhajó is elkészült, a Satellit és a Magnet.
1897. december 8-án Sterneck váratlanul elhunyt. Parancsnoksága alatt hat páncélos hajó épült, egynek pedig megkezdték az építését, míg három újabbra szerezte meg a parlament támogatását. Az új főparancsnok, Hermann von Spaun báró lett, aki ezelőtt két hónapig volt Sterneck helyettese. Beiktatása után igen nagyratörő flottatervvel állt elő. A terv szerint 1908-ig egy 12 sorhajóból, 12 cirkálóból, 12 rombolóból és 72 torpedónaszádból álló flottát kellett volna létrehozni, miközben minden 1890 előtt épült hajót kivontak volna a szolgálatból.

### 1900-tól a háború kezdetéig
A növekvő érdekeltség hatására 1900-ban a delegációk megszavazták a szükséges pénzt egy újabb, 7400 tonnás páncélos cirkáló (SMS Sankt Georg) építésének megkezdéséhez. Az 1900 és 1904 között elkészült Habsburg-osztályba tartozó csatahajók (a Habsburg, az Árpád és a Babenberg) minden eddiginél nagyobbak voltak, a maguk 8300 tonnás vízkiszorításával. 1902 és 1904 között két dunai monitor épült meg, a Temes és a Bodrog. A haditengerészet 1904-ben 121,5 milliós rendkívüli hitelt kapott, hogy befejezhessék a már elkezdett Erzherzog-osztályú csatahajók építését. Ám még ugyanebben az évben, az osztrák pénzügyminiszter elérte, hogy a haditengerészet éves költségéből kelljen ezt visszafizetni. Spaun ennek hallatára 1904 októberében benyújtotta lemondását. Bár az uralkodó megpróbálta maradásra bírni, de ő ezt a méltánytalan intézkedést nem bírta elfogadni. Ez a cselekedet annyira hatott I. Ferenc Józsefre, hogy a legközelebbi nagyobb hajót Spaunról kellett elnevezni. Ezt a nevet az első gyorscirkáló kapta. A flotta és a Tengerészeti Szekció élére Spaun helyettesét, Rudolf von Montecuccoli grófot nevezték ki.
Montecuccoli 1905-ben nyújtotta be építési terveit. Terveiben 13 sorhajóból, 12 cirkálóból, 18 rombolóból, 82 torpedónaszádból és 6 tengeralattjáróból álló flottát irányzott elő. A flottaprogram bemutatása majdnem egybeesett a haditengerészeti technikában bekövetkezett változtatásokkal. A Dreadnought vízre bocsátásával megjelentek a sorhajóknál erősebb, nagyobb és drágább dreadnoughtok, melyek korszerűtlenné tették a Monarchia apró és meglehetősen gyenge sorhajóit. A mérnökök egy része új hajók építését javasolta, de Montecuccoli és a konzervatívok ellenezték ezt.
Végül a három semi-dreadnought (Erzherzog Franz Ferdinand, Radetzky és a Zrínyi), azaz vegyes nehéztüzérségű (30,5 illetve 24 cm-es ágyúkkal felszerelt), átmeneti típusú hajóként épült meg. 1908-ban a flottaparancsnok 16 sorhajóból, 12 cirkálóból, 24 rombolóból, 72 torpedónaszádból és 12 tengeralattjáróból álló flottatervet nyújtott be. 1910–11-re az olasz–osztrák–magyar kapcsolatok a mélypontra zuhantak. Senki sem bízott abban, hogy az 1912-ben lejáró hármas szövetséget újra megkötik. De az 1911–12-es olasz–török háború és az ezt követő balkáni események újra közelebb hozták a két államot. 1912 októberében Montecuccoli kijelentette: „Mediterrán hatalom vagyunk.” Ebben a kijelentésben nyilvánvalóvá vált, hogy a navalizmus eszméje mennyire termékeny talajban áll a Monarchia osztrák felében.
1913 februárjában az idős Montecuccolit Anton Haus váltotta fel. Haus jóval korszerűbb flottát örökölt, mint elődje. Már Montecuccoli tervbe vette két új dreadnought építését, Haus 1913 tavaszán – Ferenc Ferdinánd nyomására – négy, az előzőeknél erősebb hajó építését javasolta. A háború kitörésekor a haditengerészet három meglévő és egy épülő dreadnoughttal rendelkezett. A hármas szövetség megújítása után Rómában felélesztették az 1900-as osztrák–magyar–német–olasz haditengerészeti egyezmény aláírásának javaslatát. 1913-ban abban egyeztek meg, hogy egy esetleges Franciaország elleni háborúban az egyesült olasz–osztrák–magyar flotta Messinából fut ki.

### Az első világháborúban

#### 1914
1914 júliusának második felében az osztrák–magyar haditengerészet parancsnokságának számolnia kellett egy esetleges szerb konfliktus lehetőségével. Megkezdődött a mozgósítás. A 2. csatahajó-osztály egységeit leirányították a legdélibb, cattarói támaszpontra. Július 24-én indultak meg a támaszpont felé az Admiral Spaun gyorscirkáló, az Uskoke, Ulan és Streiter rombolók, a 61 T, 66 F és 68 F torpedónaszádok, valamint az E 18, E 20, és E 21 jelű tengerészeti csónakrepülőgépek. A haditengerészeti parancsnokság sürgette a készülő egységek építését. A sürgetés eredményeként augusztus 1-jén a Saida, 29-én pedig a Helgoland gyorscirkáló is szolgálatba állt. Július 28-án az Osztrák–Magyar Monarchia hadat üzent Szerbiának. A mozgósítás eredményeként a tengerészeti állomány 33 736 főre duzzadt. A külföldön állomásozó hajókat, a Szigetvár cirkálót és a Taurus állomáshajót hazarendelték.
A világháború első lövéseit a Dunai Flotilla adta le. Még a hadüzenet éjszakáján a Temes, a Bodrog és a Szamos monitorok 2 óra 20 perckor elkezdték bombázni Belgrádot. Augusztus 5-én beállt a hadiállapot Montenegróval is. Ki kellett üríteni azokat a helyeket, amelyeket a montenegrói ütegek hatótávolságában voltak. Augusztus 8-án a haditengerészet első hadműveleti napján Montenegró ellen, a Szigetvár és a Zenta cirkálók, az Uskoke romboló valamint a 64 F torpedónaszád elkezdte lőni az Antivariban felállított rádióállomást és a környező vasúti berendezéseket.

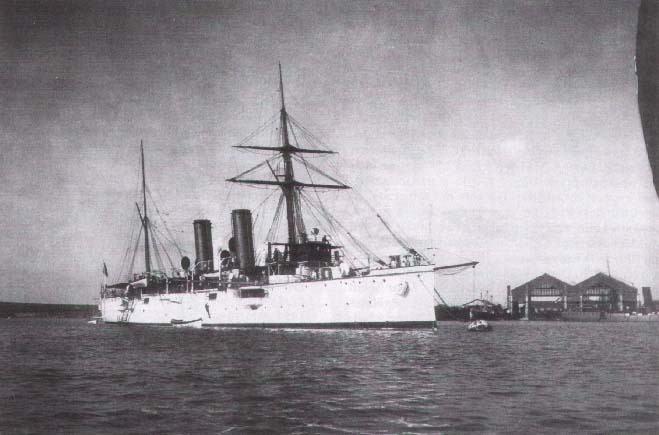
SMS Zenta cirkáló

A haditengerészet blokád alá vette Montenegrót. A blokádszolgálatot felváltva a Zenta és a Szigetvár cirkálók, az Uskoke, Ulan, Streiter rombolók, valamint a 64 F, 68 F, 72 F torpedónaszádok látták el. Augusztus 12-én a Monarchia, Nagy-Britannia és Franciaország között beállt a hadiállapot. Számolni kellett a nagyobb hatalmak haditengerészetének megjelenésével az Adrián. Augusztus 16-án a Zenta és az Ulan volt szolgálatban, amikor két oldalról is számos füstoszlopot észleltek. A két osztrák–magyar hajó Cattaro felé vette az irányt, de gyűrűn csak a gyorsabb Ulan tudott áttörni. A Zenta a 11 egységből álló francia és a 8 egységből álló angol hajóhaddal vette fel a küzdelmet. A francia vezérhajó, a Courbet csatahajó felszólította a hajót, hogy adja meg magát, de Pachner Pál fregattkapitány válaszul felvonta a hadilobogót. Ezzel megkezdődött az egyenlőtlen küzdelem.
Az ellenséges erők már messziről lőni kezdték, de a Zenta csak 10 000 méterről tudta megkezdeni a tüzelést. Egy telitalálat megbénította hajót, ami süllyedni kezdett. 173 tengerész lelte halálát. Aki túlélte, több mint 5 órás úszás után esett montenegrói fogságba. Augusztus 9. és október 22. között a Kaiser Karl VI, a Kaiser Franz Joseph, a Szigetvár és Radetzky bombázta a Cattarói-öböl felett magasodó hegyen található Lovcsen-ütegeket.
November 29-én a Dubois sorhajóhadnagy által parancsnokló Gugnot tengeralattjáró merészen behatolt a Cattarói-öbölbe. Két hajó azonnal észrevette és lőni kezdte, ezért a tengeralattjáró visszavonult. Nem járt ilyen sikerrel O’Byme sorhajóhadnagy alatt hajózó Curie tengeralattjáró, amely beakadt egy védőhálóba. A Satellit és a Turul észrevette és elsüllyesztette.

#### 1915
A franciák nem mondtak le arról, hogy ismét felvegyék a kapcsolatot a montenegrói kikötőkkel. Gőzösöket, vitorlásokat indítottak fegyver- és utánpótlás céljából. A vitorlásokat szélcsendben a Rumija felfegyverzett yacht vontatta. Március 1-jéről 2-ára virradó éjjel egy különítmény, a Csikós, az Ulan és a Streiter rombolók vezetésével, elindult, hogy elfogja a Rumiját. Akció sikerrel járt. Az 57-T jelzésű torpedónaszád egy torpedóval elsüllyesztette a jachtot.

Április 26-án éjjel 0:10-kor az U–5 búvárnaszád (Georg von Trapp sorhajóhadnagy) megtorpedózta a Léon Gambetta francia páncélos cirkálót, amely 9 perc után elsüllyedt. 574 tengerész és a fedélzeten tartózkodó Sénes ellentengernagy veszett a hajóval. Május 2-án a Novarának és a Triglavnak két német tengeralattjárót – az UB 7-est és az UB 8-ast – kellett elvontatnia a Jón-tengerig. A Triglav nem találkozott ellenséggel, míg a Novara – nagy sebességének köszönhetően – áttört a két francia romboló harapófogóján. Eközben a politika terén nagy változások következtek be. Május 4-én Olaszország felmondta a hármas szövetséget a központi hatalmakkal. 1915. május 23-án, pünkösd vasárnap, 15:30-kor Avarna herceg, bécsi olasz nagykövet, átnyújtotta az Olasz Királyság nyilatkozatát. Ebben a király kijelentette: 
...holnaptól Ausztria és Magyarországgal szemben hadi állapotban levőnek tekinti magát.
 A megváltozott erőviszonyok miatt nem jelent meglepetést, hogy leírták a császári és királyi flottát. Az alábbi táblázat az akkori viszonyokat mutatja be:

 
| Ország                   | Csatahajók | Páncélos cirkálók | Cirkálók | Rombolók | Torpedóhajók | Torpedónaszádok | Tengeralattjárók |
| ------------------------ | ---------- | ----------------- | -------- | -------- | ------------ | --------------- | ---------------- |
| Osztrák–Magyar Monarchia | 15         | 3                 | 7        | 19       | 7            | 47              | 7                |
| Olaszország              | 15         | 10                | 11       | 33       | 6            | 128             | 17               |

Ehhez még hozzászámolandók a jelentős francia és brit hajók. A hadüzenet nem érte váratlanul Haus tengernagyot és törzsét. Még a hadüzenet éjszakáján a Saida vezetésével egy felderítő csoport indul el Pólából, majd egy óra múlva a többi hajó. Közte a Habsburg csatahajó fedélzetén Anton Haus tengernaggyal. A Csikós és a Velebit rombolók behatoltak Ancona kikötőjébe, míg a Habsburg a kikötő ütegeit és a vasútállomást, a Babenberg a trafóállomást, az Árpád három kaszárnyát és a gázműveket lőtte. Az Erzherzog Ferdinand Max az északi kaszárnyára, a rádióállomásra és a tengeri jelzőkészülékre, az Erzherzog Friedrich a déli laktanyára és a gyártelepekere, míg az Erzherzog Karl a parti ütegekre és harmadik kaszárnyára összpontosította tüzét. Ez a támadás megrendítette az olaszokat. A városnak megszakadt az összeköttetése a külvilággal és nem tudod időben jelentést tenni az eseményekről. Ezen az éjszakán még öt másik helyen is olasz célpontokat támadtak a császári és királyi hajók.
Május 28-án kellemetlen affér történt. Az U–12-es tengeralattjáró megtorpedózta a kivilágítatlanul hajózó görög Virginia gőzöst. A kormány kártérítést fizetett a semleges országnak. Június 17-én a Sankt Georg vezette harccsoport rimini kikötőjét, míg a Szigetvár a Fano és a Pessaro katonai célpontokra tüzelt. Július 10-én az olaszok a francia Bisson romboló vezetésével elfoglalták Pelagosa szigetét. 17-én az olasz Garibaldi és még néhány kisebb hajó megtámadta Ragusát. Az U–4 tengeralattjáró felfedezte őket és feléjük lopakodott. Singule sorhajóhadnagy 600 méterről kilőtt két torpedója telibe találta a páncélos cirkálót, ami három perc alatt elsüllyedt.

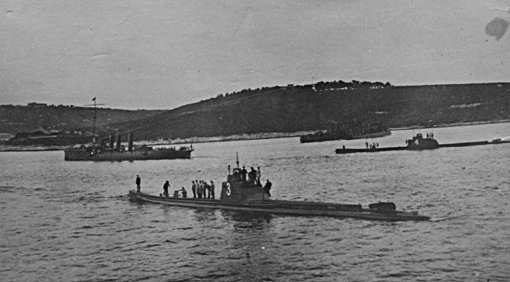
U–3-as tengeralattjáró

Augusztus 7-én az U–12-es egység Velence kikötőjében aknára futott. Augusztus 13-án az U–3-as tengeralattjárót süllyesztette el a Bisson. November 4-én XV. Benedek pápa tiltakozott Velence bombázása ellen, mivel fontos műemlékek sérültek meg. Haus tengernagy válaszában azt írta: "Ezen indokkal egész Itáliát kímélni kéne".
Még ebben az évben felszínre hozták az 1914-ben hálóba futott Curie tengeralattjárót, és U–14-es néven szolgálatba állították. Szerbia megadta magát. A két hónapos hadjárat sikeres volt. Ám az antant hadvezetőség ki akarta juttatni a megvert szerb hadsereg maradványait.Erre az egyetlen lehetőség a tenger volt. Az evakuálás megzavarása, megakadályozása a flottára várt. Szerbia katonai összeomlásával a király és hadseregének nagy része Albániába érkezett, hogy ott hajóra szállva elmeneküljön. Ezért az osztrák–magyar hajóhad könnyű egységei támadásokat intéztek az albán kikötők ellen. A december 4-ről 5-re virradó éjjeli támadást a Novara-csoport hajtotta végre. Összesen 4 tehergőzöst, 10 nagy vitorlást és 5 szállítóhajót süllyesztettek el. Hazafelé még a ágyútűzzel megsemmisítették a francia Fresnel tengeralattjárót, amely zátonyra futott.
December 28-án indult meg a háború első nagy földközi-tengeri csatája, amely később I. otrantói, vagy durazzói csata néven vált ismertté. Az Helgoland gyorscirkáló kíséretével több romboló indult útnak Durazzo felé. A Lika romboló behatolt a kikötőbe, ám a sűrű köd miatt a két ellenséges rombolót nem találta meg, azonban egy tehergőzöst és egy vitorlást elsüllyesztett. A parti ütegek lőni kezdték a rombolót, ezért az kicsit kitért balra. Ekkor aknára futott, és hatalmas robbanás rázta meg a hajót. De hajó még tovább tudott menni. Még egy robbanás történt, melyet szintén egy akna okozott. A hajó elől kitérni akaró Triglav szintén aknára futott. A Triglavot a Balaton vette vontára, de 6 mérföld múlva lekapcsolta, mert ellenséges hajók tűntek fel a közelben. A Helgoland riasztotta Cattarót, ahol felfűtötték a Kaiser Karl VI, a Budapest, a Novara és az Aspern kazánjait. 13:30-kor feltűnt az ellenséges hajóraj. A brit Darthmouth és az olasz Quarto cirkálók és öt francia romboló közeledett a hajók felé. Az első lövések 14:00 óra körül dördültek el. A Helgolandot több találat érte. A hajók egérutat nyertek és sikerült áttörniük.

#### 1916

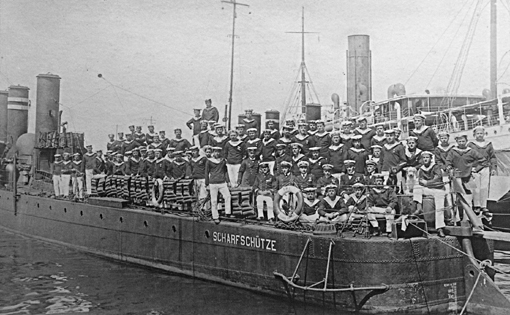
SMS Scharfschütze

Szerbia veresége ellenére Montenegró még nem adta fel a háborút. Főleg a Cattarói-öböl felett található ütegek okoztak sok gondot az osztrák–magyar hajóknak. A vezérkar szárazföldi és tengeri támadást rendelt el. A hadihajók – az Aspern, a Budapest és a Kaiser Karl VI – január 8-án elfoglalták tüzelőállásaikat. Másnap megindult a roham. A Lovcsen-ütegek voltak a legveszélyesebbek, de egyik hajót sem találták el. A hadsereg bevette a fővárost, Cetinjét, így Nikita király kénytelen volt letenni a fegyvert.
Február 25-én a hadsereg elfoglalta Durazzót, így a haditengerészet újabb támaszpontot szerzett. Március 18-án az U–6-os tengeralattjáró elsüllyesztette a francia Renaudin rombolót. Ugyanezen a napon a szintén francia Ampére búvárnaszád, nem törődve a vöröskereszt jelzéssel, megtorpedózta az Elektra kórházhajót, de az nem süllyedt el. Az ellenséges egységek a teherhajókat sem kímélték. Az olaszok új motoros naszádjai, a MAS-ok, több osztrák–magyar szállítóhajót elsüllyesztettek. Az U–15-ös búvárnaszád június 23-án elsüllyesztette az olasz Citta di Messina segédcirkálót és a francia Fourche rombolót.
Július 8-án a Novara cirkáló Horthy Miklós sorhajókapitány vezetésével betört az Otrantói-szorosba, ahol két őrjáratozó gőzöst süllyesztett el. Szintén a szoros környéken portyázott szeptember 26-án a Scharfschütze romboló. Áldozatai a francia Riviére és a Casque rombolók komolyabb sérüléseket szenvedtek el. Szeptember 15-én az L-135 jelzésű haditengerészeti vízirepülőgép vízibombákkal hullámsírba küldte a francia Foucault tengeralattjárót.

#### 1917
Anton Haus főtengernagy február 17-i halálával, IV. Károly egyik legbizalmasabb emberét vesztette el. Helyére Maximilian Njegovan tengernagy került. Tervei között szerepelt az otrantói tengerzár feltörése. Ám ez nehéz feladatnak bizonyult. A térségben szolgálatot teljesítő hét konvoj összesen negyvenkilenc hajója egyenként 1000 yard hosszúságú és 40 méter mély acélhálót vontatott, így egy konvoj 8 km hosszú volt. E feltörhetetlennek hitt záron azonban néhány osztrák–magyar hajónak sikerült átcsusszannia. Április 1-jéről 2-ra virradó reggel az U–27-es egység sikeresen átcsúszott. Ugyancsak sikert könyvelhetett el az U–29-es búvárnaszád is, amely Málta környékén portyázott.

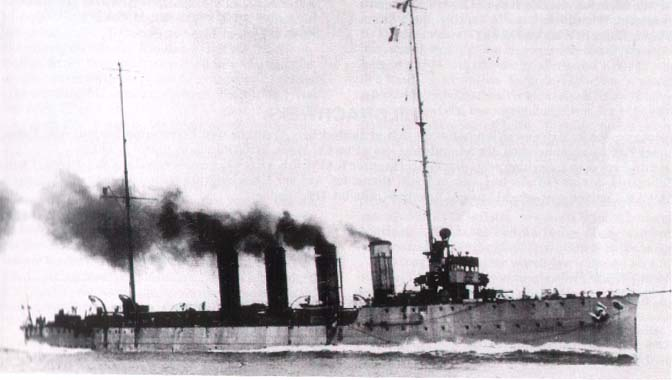
SMS Helgoland

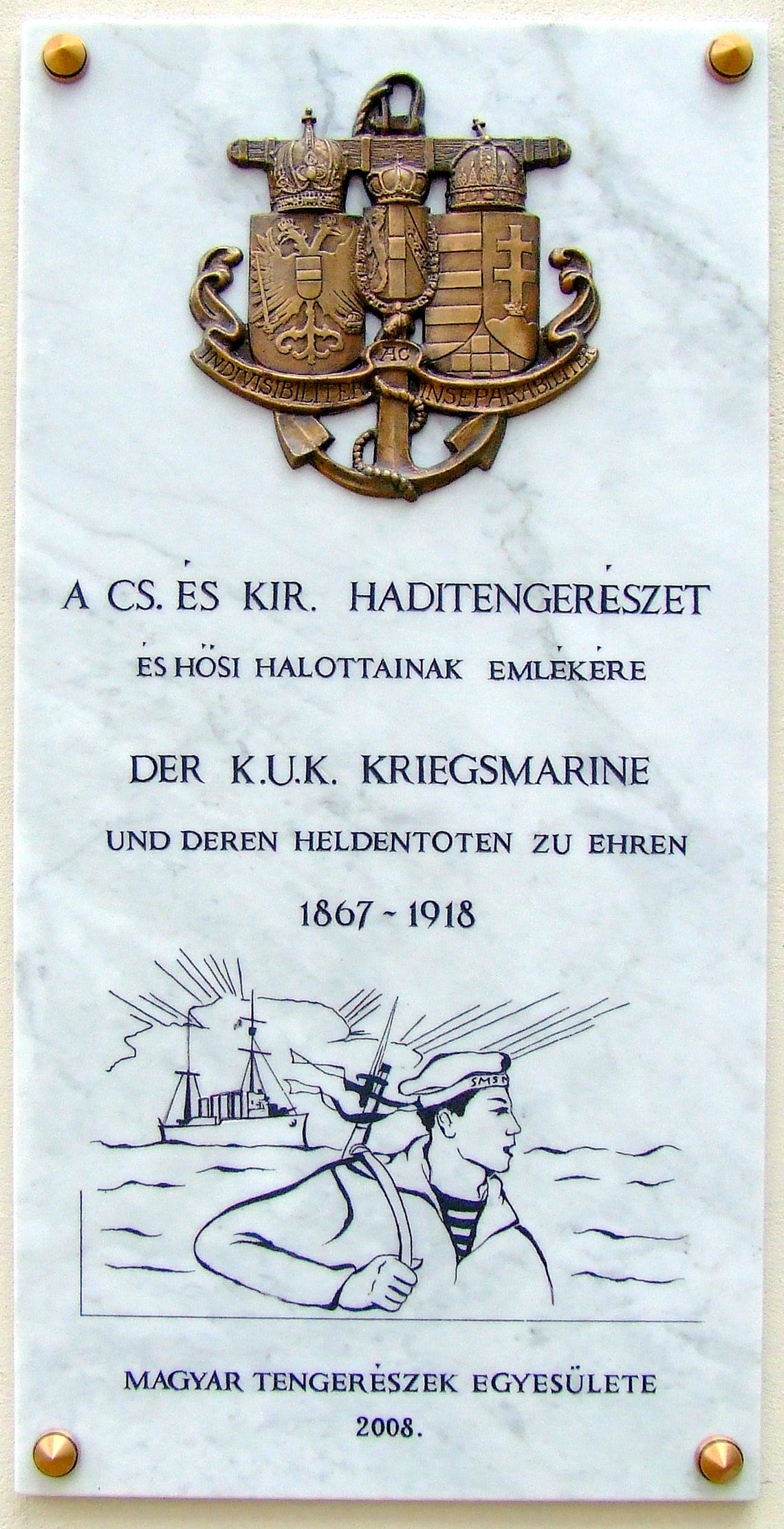
A Császári és Királyi Haditengerészet és hősi halottainak emléktáblája a budapesti Hadtörténeti Intézet és Múzeum udvarán

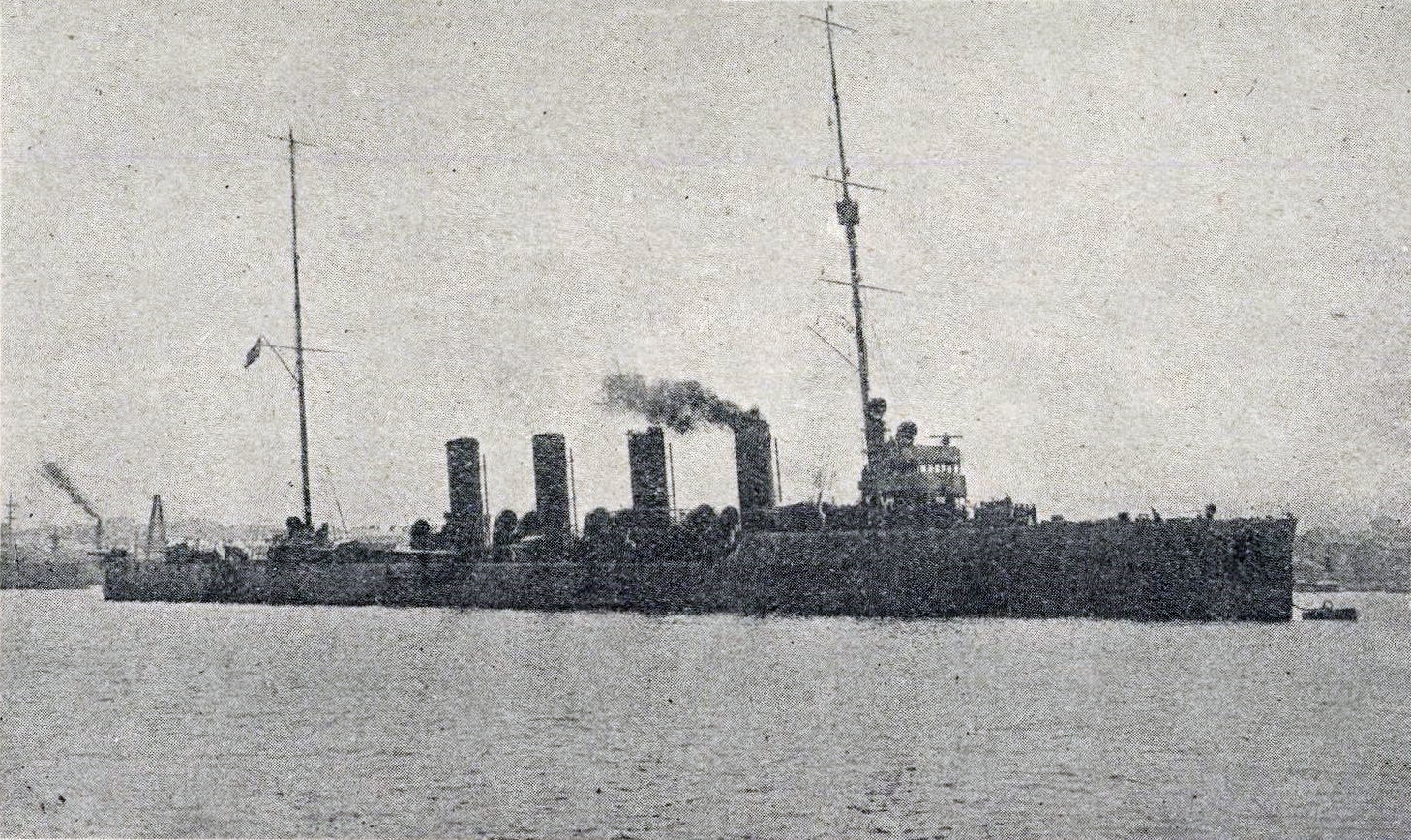
SMS Novara

Ezek a szerény sikerek nem voltak elegendőek a hadiállapot fenntartásához, ezért a flottaparancsnokság elrendelte a tengerzár feltörését. Az akcióra a három legmodernebb hajót, a Novarát, a Helgolandot és a Saidát szemelték ki. Őket támogatta a Csepel és a Balaton romboló. Az olasz flotta parancsnoksága tudott a készülő akcióról, ugyanis az olasz kémhálózatnak még az osztrák–magyar admiralitásban is voltak emberei. A megadott információk alapján több hajóval megerősítették a szoros védelmét. A hajók május 14-én futottak ki. Első áldozatok egy teherkonvojból kerültek ki. A romboló és a két hajóból álló konvoj elsüllyesztése után a két osztrák–magyar romboló a három osztrák–magyar cirkáló felé vette az irányt, a biztonságos visszavonulás és az erők egyesítése céljából. Ekkor azonban, mintegy húsz mérföldnyire a kijelölt támadási ponttól, észak felől támadás érte őket. A támadást két brit cirkáló és öt olasz romboló kezdeményezte, és tizenkét kilométeres távolságból tüzet nyitottak rájuk.
A harmadik otrantói csata 9 óra 28-kor kezdődött meg. Az ellenfelek körülbelül nyolc kilométerre tartózkodtak egymástól mikor kölcsönösen tüzet nyitottak egymásra. Mivel a Monarchia hajóinak, amelyek tíz centiméteres ágyúkkal voltak ellátva, lőtávolsága ennek a távolságnak a határán mozgott, ezért Horthy elhatározta, hogy közelebb kerül az ellenséges kötelékhez. Ehhez a Földközi-tengeren először, mesterséges ködöt alkalmazott. 9 óra 38-kor, a ködből kiérve az antant egységeket négy és fél kilométerre megközelítve tűzpárbaj alakult ki, amelyből Horthy ellenfelei visszavonultak, hogy ismét felvegyék a számukra ideális nyolc kilométeres távolságot. Az antant hadihajók 15,2 centiméter átmérőjű lövegekkel voltak ellátva. Az első komolyabb sérülést az Helgoland kapta 9 óra 50-kor. 10 óra 10-kor az Novara tornya mögé csapódott be egy gránát, melynek következtében Szuborits Róbert első tiszt hősi halált halt. A repeszektől Horthy öt helyen sebesült meg, fél fülére pedig átmenetileg elvesztette a hallását (egész életére nagyothalló maradt). Ennek ellenére további parancsokat adott ki egészen addig, amíg el nem vesztette az eszméletét a vérveszteségtől és a sokkhatástól. A parancsnokságot Stanislaus Witkowsky sorhajóhadnagy vette át.
Amikor Horthy magához tért, ismét átvette a parancsnokságot, az Novara irányítását pedig Witkowskyra bízta. A csata közben az osztrák–magyar cirkálók tovább haladtak északnyugati irányban, és úgy tűnt, hogy sikerül a felmentésükre érkező egységek közelébe jutniuk, mikor 10 óra 30-kor az Novarát újabb súlyos találat érte. A tizenhat kazánból nyolc azonnal leállt, és ennek következtében a hadihajó 10 óra 55-kor mozgásképtelen lett, miáltal teljesen kiszolgáltatott helyzetbe került. Az antant flotta azonban hirtelen tüzet szüntetett és (a szükségesnél egy órával korábban) felkészült az Sankt Georg által vezetett osztrák–magyar felmentő egységek fogadására. Az egyik olasz romboló még egy utolsó támadást indított az Novara ellen, ezt azonban heves ágyútűzzel sikerült visszaverni. A Novarát vontatni kezdték, és úgy tűnt, hogy a csata véget ért. Ekkor azonban az antant flotta váratlan erősítést kapott, és ennek következtében már három cirkálóból és nyolc rombolóból állt, jelentős túlerőben. 11 óra 35-kor újra támadásba lendültek, újra kezdődött a tüzérségi párbaj, eredményre azonban nem vezetett. Ezután nem is vállalkoztak arra, hogy az időközben megerősödő osztrák–magyar flottával felvegyék a harcot. 12 óra 7 perckor elvonultak Brindisi irányába. Passzív magatartásuk további áldozatokat követelt. Egy, az üldözésükre induló német U 89-es tengeralattjáró megtorpedózta a vezérhajójukat, és a biztosítására kifutott francia rombolót is elsüllyesztette. Ez világraszóló sikere volt a haditengerészetnek, amiért Horthy Miklós megkapta a Mária Terézia-rendet.
Miután a tengerzár megszűnt, a tengeralattjárók zavartalanul kifuthattak. Június 9-e és október 19-e között 16 különböző hajót küldtek hullámsírba az osztrák–magyar búvárnaszádok. Azonban veszteségek is érték a flottát. Május 16-án az U–5-ös egység aknára futott. Mivel az antant lassacskán újra elkezdte építeni az otrantói tengerzárat, október 18-án a Helgoland és kísérete futott ki, ám ellenséges hajóra nem bukkantak.
A szárazföldi harcokba a flotta egyes egységei is beavatkoztak. Október 24-én a hadsereg a XII. isonzói csatában áttörte a Rombon és Auzza közötti védelmi vonalat, és az olaszokat egészen a Piave vonaláig szorította vissza. November 16-án a Wien és Budapest partvédő páncélosok tűzharcot vívtak a Cortellazo ütegeivel. E két hajó nagy veszélyt jelentett az olasz frontra, ezért a velencei főparancsnokság elrendelte a két hajó elsüllyesztését. Két MAS december 9-én közelítette meg a trieszti kikötőt. A Wien két találatot kapott és öt perc alatt elsüllyedt. A Budapest sérülések nélkül megúszta az akciót.

#### 1918
1918-as év eleje az osztrák–magyar tengeralattjárók sikereit hozta. Január 1-jén az U–40-es tengeralattjáró Málta közelében a brit Sandon Hall gőzőst, január 22-én az U–27-es egység három kereskedelmi hajót küldött hullámsírba. Ezek a veszteségek arra késztették az antant vezetését, hogy konferenciát hívjon össze Rómában. Február 8-9-én döntés született arról, hogy az otrantói tengerzárat újra kell építeni. Eközben a császári és királyi flottában matrózfelkelés tört ki, az úgynevezett cattarói matrózlázadás mindössze három napig tartott. Január 22-én munkássztrájk tört ki a pólai arzenálban. Ez a sztrájkhullám érte el a matrózokat is, amikor február 1-jén „Hurrá, Hurrá” kiáltások mellett megalakult a Központi Matrózbizottság. A bizottság felszólította az összes hajót, hogy álljon a lázadás mellé, ám nem mindegyik hajót sikerült benntartani az öbölben. Mivel Pólában egy nap alatt sikerült úrrá lenni a helyzeten, ezért a hadvezetőség elhatározta, hogy akár erővel is letöri a cattarói felkelést. Ezért majdnem minden bevethető erejét Cattaróba irányította Karl Seidensacher ellentengernagy vezetésével. A vállalkozás teljes sikert hozott, a felkelők a túlerő láttán megadták magukat, vezetőiket kivégezték. Február 3-ára teljesen helyreállt a rend a flotta kötelékében.
Egy hozadéka azonban volt az eseményeknek. Az uralkodó menesztette Njegovan tengernagyot, helyére Horthy Miklóst nevezte ki. Reinhard Scheer admirális, a német császári flotta főparancsnoka így kommentálta a kinevezésről szóló hírt: „Most végre megvan az a férfiú, akire szükségünk van!”
Márciustól nyár elejéig – amíg nem épült ki az tengerzár – a tengeralattjárók 6 ellenséges hajót süllyesztettek el. Ám a flottát is érte veszteség. Április 16-án a Streiter romboló összeütközött a Petka gőzössel és elsüllyedt. Nyáron az Otrantói-szorosban már 40 brit romboló, 76 felfegyverzett halászgőzös, 26 brit tengeralattjáró-vadásznaszád és egy amerikai tengeralattjáró-vadászflottilla tartózkodott. Horthy – felbuzdulva az előző év sikerein – elhatározta, hogy megsemmisíti a tengerzárat. Tervbe vette, hogy a cirkálók és egyéb egységek mellett a dreadnoughtokat is beveti. Közöttük volt a legújabb Szent István is.

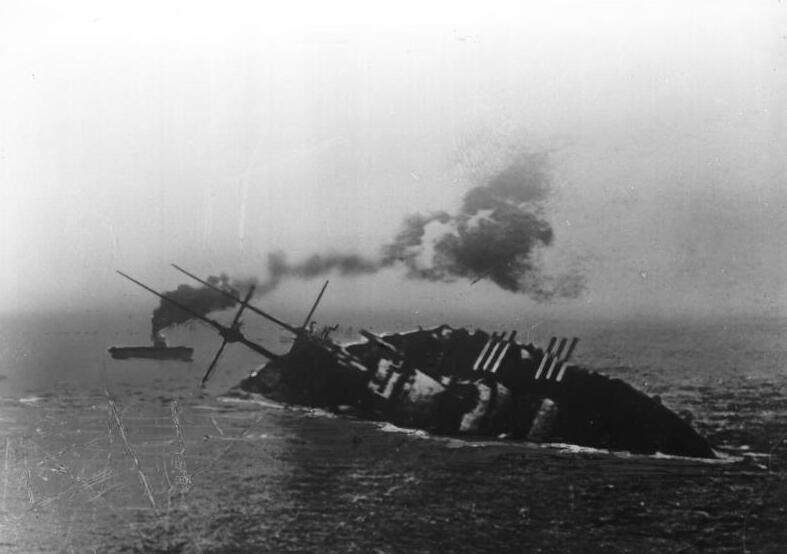
A Szent István az oldalára borul

A flotta június 8-án futott ki. Maga Horthy a Viribus Untisról vezette a támadást a zár ellen. Június 9-én két MAS futott ki Anconából. A két csónak már hazaindult volna az őrjáratból, amikor füstoszlopot észleltek. A két MAS 300 méterre közelítette meg a legnagyobb csatahajót, a Szent Istvánt, majd a torpedóikat kilőve elmenekültek. A halálosan megsebzett hajón mindent megtettek a sérült rész elzárásáért, ám a víz gyorsan tört be. A Tegetthoff csak reggel észlelte az SOS jelzéseket. A Szent István reggel 6 óra 10 perckor oldalára borult és elsüllyedt. Június 10-ét az olasz haditengerészet ünnepnappá, majd 1939-ben Benito Mussolini hivatalos nemzeti ünnepé nyilvánította. E csapás ellenére október 2-án, amikor antant hajók megtámadták Durazzo kikötőjét, az U–31-es búvárnaszád sikeresen megtorpedózta a brit Weymouth cirkálót. A torpedók a hajó farát találták el, ami teljesen leszakadt, de a hajó úszóképes maradt. A torpedótalálat után az antant erők a tüzelést beszüntették, és elvontatták a sérült cirkálót, így sikerült a kikötői berendezéseket megóvni.
A központi hatalmak elveszítették a háborút. IV. Károly október 30-án elrendelte a flotta átadását a megalakulóban lévő délszláv államnak. Utolsó gesztusként Horthy Miklóst előléptette altengernaggyá. Horthy a Viribus Unitis fedélzetén fogadta az antant küldötteit. A tárgyalás rövid volt. A hajókon a matrózok a Himnusz hangjára még egyszer, utoljára tisztelegtek a lobogónak, majd elhagyták a hajókat. Másnap olasz búvárok tapadóbombákkal elsüllyesztették a Viribus Unitist.

## Hadihajók

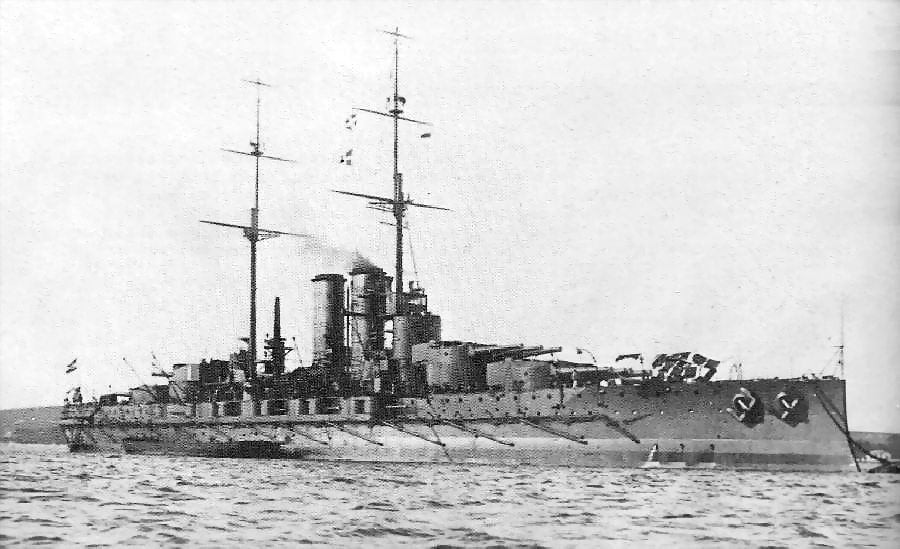
SMS Tegetthoff

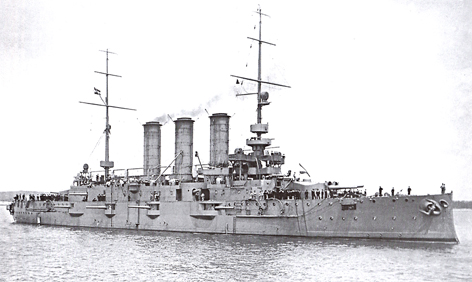
SMS Erzherzog Karl

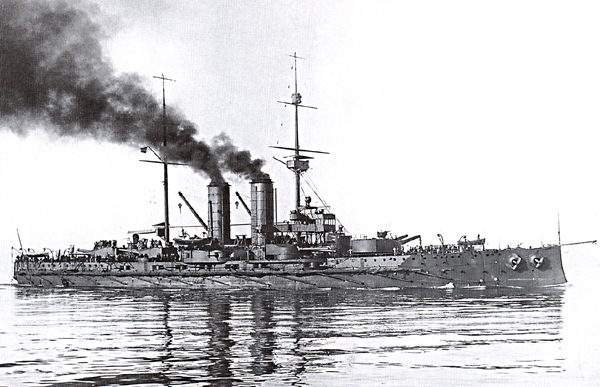
SMS Radetzky

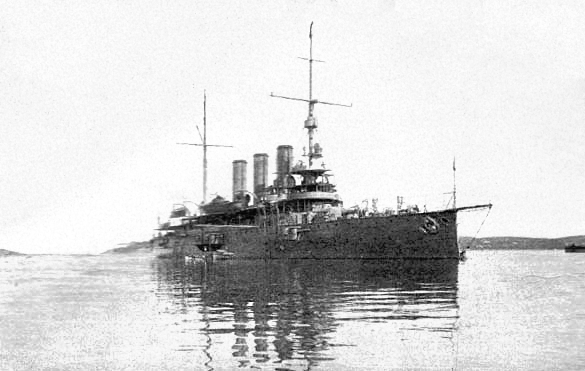
SMS Sankt Georg

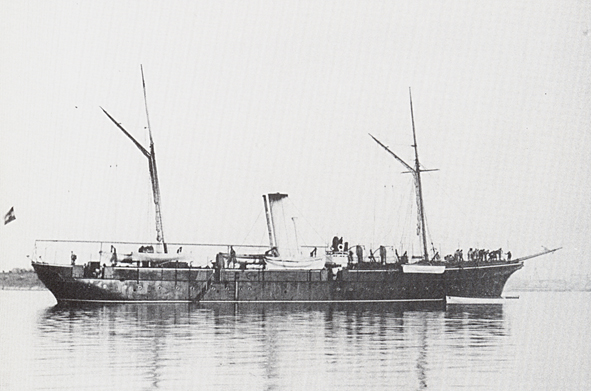
SMS Zara

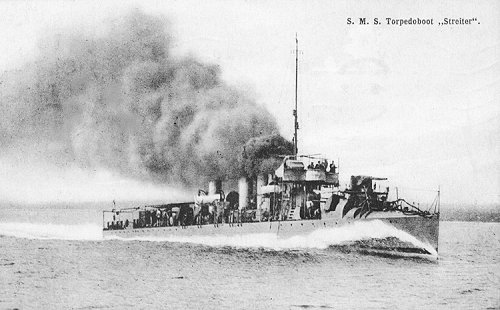
SMS Streiter

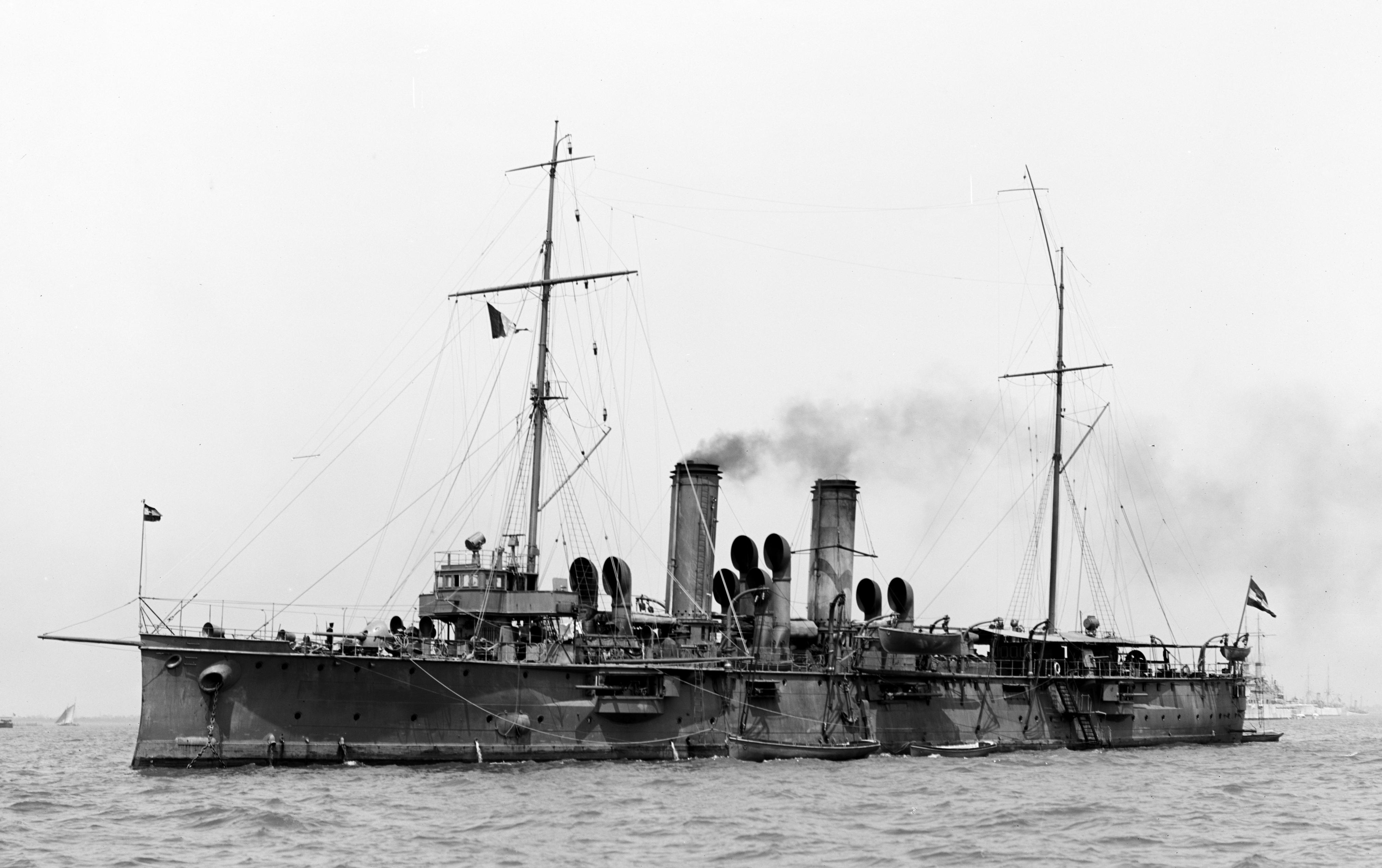
SMS Aspern

## A flotta parancsnokai

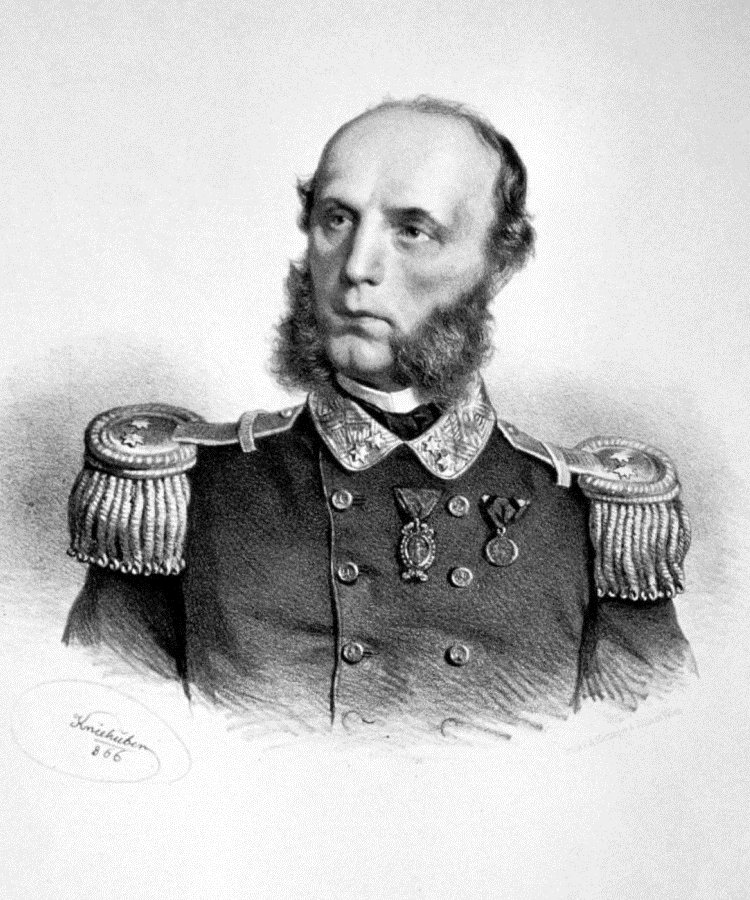
Wilhelm von Tegetthoff

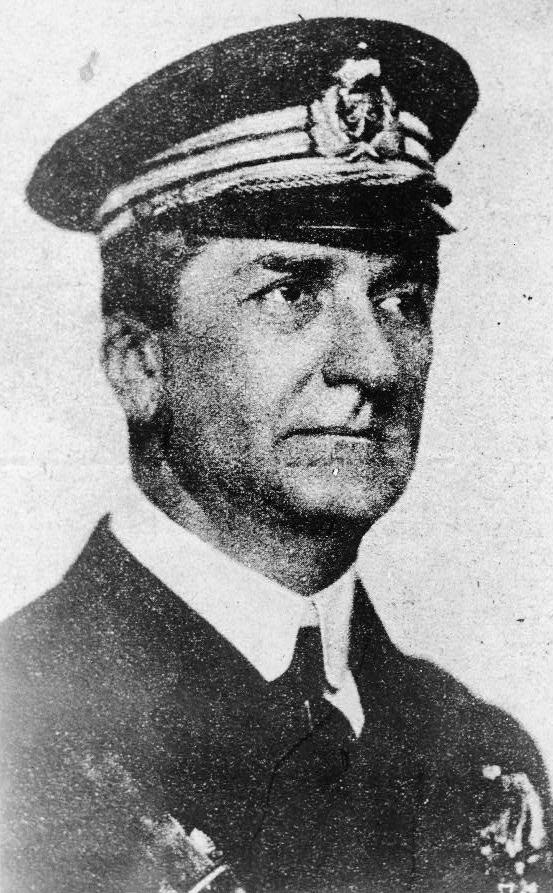
Horthy Miklós

| Név | Rang                                                                  | Hivatal kezdete                                                       | Hivatal vége                                                          |
| A Császári és Királyi Haditengerészet parancsnokai (Marinekommandant)                                                                                          | A Császári és Királyi Haditengerészet parancsnokai (Marinekommandant) | A Császári és Királyi Haditengerészet parancsnokai (Marinekommandant) | A Császári és Királyi Haditengerészet parancsnokai (Marinekommandant) |
| --- | --------------------------------------------------------------------- | --------------------------------------------------------------------- | --------------------------------------------------------------------- |
| Georges Simpson |                                                                       | 1786. nyár                                                            | 1797. október                                                         |
| James Ernest Williams |                                                                       | 1797. november                                                        | 1798. február                                                         |
| Andrea Querini gróf |                                                                       | 1798. február                                                         | 1802.január                                                           |
| Joseph L’Espine gróf |                                                                       | 1802. január                                                          | 1805. augusztus                                                       |
| Silvestro Dandolo gróf |                                                                       | 1805. augusztus                                                       | 1805. december                                                        |
| Joseph L’Espine gróf |                                                                       | 1806. január                                                          | 1814. július                                                          |
| August de Conninck |                                                                       | 1814. július                                                          | 1824. március                                                         |
| Amilcaro Paulucci báró | altengernagy                                                          | 1824. március                                                         | 1844. augusztus                                                       |
| Frigyes főherceg |                                                                       | 1844. augusztus                                                       | 1847. október                                                         |
| Silvestro Dandolo gróf |                                                                       | 1847. október                                                         | 1847. november                                                        |
| Anton von Martini |                                                                       | 1847. november                                                        | 1848. március                                                         |
| Gyulai Ferenc gróf |                                                                       | 1848. március                                                         | 1848. szeptember                                                      |
| Anton von Martini |                                                                       | 1848. szeptember                                                      | 1849. január                                                          |
| Gyulai Ferenc gróf |                                                                       | 1849. február                                                         | 1849. március                                                         |
| Hans Birch von Dahlerup |                                                                       | 1849. március                                                         | 1851. augusztus                                                       |
| Franz von Wimpffwen gróf |                                                                       | 1851. augusztus                                                       | 1854. szeptember                                                      |
| Ferdinánd Miksa főherceg |                                                                       | 1854. szeptember                                                      | 1864. január                                                          |
| betöltetlen |                                                                       | 1864. január                                                          | 1868. március                                                         |
| Wilhelm von Tegetthoff báró | altengernagy                                                          | 1868. március                                                         | 1871. április                                                         |
| Friedrich von Pöck | tengernagy                                                            | 1871. április                                                         | 1883. november                                                        |
| Maximillian Daulebsky von Sterneck zu Ehrenstein báró | tengernagy                                                            | 1883. november                                                        | 1897. december                                                        |
| Hermann von Spaun báró | tengernagy                                                            | 1897. december                                                        | 1904. október                                                         |
| Rudolf von Montecuccoli báró | tengernagy                                                            | 1904. október                                                         | 1913. február                                                         |
| Anton Haus | tengernagy/főtengernagy                                               | 1913. február                                                         | 1917. február                                                         |
| betöltetlen |                                                                       | 1917. február                                                         | 1917. április                                                         |
| Maximilian Njegovan | tengernagy                                                            | 1917. április                                                         | 1918. február                                                         |
| betöltetlen |                                                                       | 1918. február                                                         | 1918. november                                                        |
| Háborús flottaparancsnokok (Flottenkommandant) |                                                                       |                                                                       |                                                                       |
| Anton Haus | tengernagy/főtengernagy                                               | 1914. július                                                          | 1917. február                                                         |
| Maximilian Njegovan | tengernagy                                                            | 1917. február                                                         | 1918. február                                                         |
| Horthy Miklós | ellentengernagy/altengernagy                                          | 1918. február                                                         | 1918. november                                                        |
| A Birodalmi Hadügyminisztérium (1868–1911), illetve a Császári és Királyi Hadügyminisztérium (1911–) tengerészeti osztályának vezetői (Chef der Marinesektion) |                                                                       |                                                                       |                                                                       |
| Ludwig von Fautz | altengernagy                                                          | 1865. július                                                          | 1868. március                                                         |
| Wilhelm von Tegetthoff báró | altengernagy                                                          | 1868. március                                                         | 1871. április                                                         |
| betöltetlen |                                                                       | 1871. április                                                         | 1872. október                                                         |
| Friedrich von Pöck báró | tengernagy                                                            | 1872. október                                                         | 1883. november                                                        |
| Maximilian Daulebsky von Sterneck zu Ehrenstein | tengernagy                                                            | 1883. november                                                        | 1897. december                                                        |
| Hermann von Spaun báró | tengernagy                                                            | 1897. december                                                        | 1904. október                                                         |
| Rudolf von Montecuccoli gróf | tengernagy                                                            | 1904. október                                                         | 1913. február                                                         |
| Anton Haus | tengernagy/főtengernagy                                               | 1913. február                                                         | 1917. február                                                         |
| Karl Kailer von Kaltenfels | altengernagy                                                          | 1917. február                                                         | 1917. április                                                         |
| Maximilian Njegovan | tengernagy                                                            | 1917. április                                                         | 1918. február                                                         |
| Franz von Hulob | altengernagy                                                          | 1918. február                                                         | 1918. november                                                        |

## Hadihajók[13]
| - Tegetthoff-osztály - SMS Viribus Unitis - SMS Tegetthoff - SMS Prinz Eugen - SMS Szent István - Ersatz Monarch-osztály (tervezet) - Habsburg-osztály - SMS Habsburg - SMS Árpád - SMS Babenberg - Erzherzog-osztály - SMS Erzherzog Karl - SMS Erzherzog Friedrich - SMS Erzherzog Ferdinand Max - Radetzky-osztály - SMS Erzherzog Franz Ferdinand - SMS Radetzky - SMS Zrínyi - Monarch-osztály - SMS Budapest - SMS Monarch - SMS Wien - Kronprinz-osztály - SMS Kronprinz Erzherzog Rudolf - SMS Kronprinzessin Erzherzogin Stephanie - Panther-osztály - SMS Panther - SMS Leopard - SMS Tiger később átalakították yachttá "Lacroma" néven - I. Ferenc József-osztály - SMS Kaiser Franz Joseph I - SMS Kaiserin Elisabeth - Zenta-osztály - SMS Zenta - SMS Aspern - SMS Szigetvár - Admiral Spaun-osztály - SMS Admiral Spaun - Helgoland-osztály - SMS Helgoland - SMS Novara - SMS Saida - Mária Terézia-osztály - SMS Kaiserin und Königin Maria Theresia - VI. Károly-osztály - SMS Kaiser Karl VI - SMS St. Georg |  | - SMS Radetzky (1854) - SMS Adria (1856) - SMS Donau (1856) - SMS Novara (1850) - SMS Schwarzenberg - SMS Radetzky (1872) – átnevezve Adria 1908 - SMS Laudon – átnevezve Schwarzenberg névre 1900-ban - SMS Erzherzog Friedrich (1857) - SMS Dandolo (1858) - SMS Zrinyi (1871) - SMS Aurora - SMS Frundsberg - SMS Donau (1874) - SMS Saida (1878) – átnevezve Minerva névre 1912-ben - SMS Donau (1893) - SMS Helgoland (1867) - SMS Fasana – átnevezve Gamma névre 1902-ben - SMS Zara - SMS Spalato - SMS Sebenico - SMS Lussin - SMS Meteor (1887) - SMS Blitz (1888) - SMS Komet (1888) - SMS Planet (1889) - SMS Trabant (1890) - SMS Satellit (1892) - SMS Magnet (1896) - Tátra-osztály I. - SMS Balaton - SMS Csepel - SMS Lika 1 - SMS Triglav 1 - SMS Orjen - SMS Tátra - Tátra-osztály II. - SMS Triglav II - SMS Lika II - SMS Dukla - SMS Uzsok - Huszár-osztály I. - SMS Huszár I - SMS Ulan - SMS Streiter - SMS Wildfang - SMS Scharfschütze - SMS Uskoke - SMS Huszár II - Huszár-osztály II. - SMS Turul - SMS Pandúr - SMS Csikós - SMS Réka - SMS Dinara - SMS Velebit - Cobra-osztály - Schichau-osztály - Sperber-csoport - Elster-csoport - Kaiman-osztály - T csoport - F csoport - M csoport - SMS Maros (1871) - SMS Leitha (1871) - SMS Körös (1892) - SMS Szamos (1892) - SMS Temes (1904) - SMS Bodrog - SMS Enns (1913) - SMS Inn (1915) - SMS Sava (1915) - SMS Bosna (1915) |

## Tengeralattjárók[13][15]
| U-Boot  | Osztály                  | Vízrebocsátás        | Szolgálatba állítás  | Sorsa                                                             | Megjegyzés                                              |
| ------- | ------------------------ | -------------------- | -------------------- | ----------------------------------------------------------------- | ------------------------------------------------------- |
| SM U–1  | Lake-típus               | 1909. február 10.    | 1911. április 15.    | 1920-ban szétbontották                                            |                                                         |
| SM U–2  | Lake-típus               | 1909. április 3.     | 1911. június 22.     | 1920-ban szétbontották                                            |                                                         |
| SM U–3  | Germania-típus           | 1908. augusztus 20.  | 1909. szeptember 12. | 1915. augusztus 13-án elsüllyedt                                  |                                                         |
| SM U–4  | Germania-típus           | 1908. november 20.   | 1909. augusztus 29.  | 1920-ban szétbontották                                            |                                                         |
| SM U–5  | Holland-típus            | 1909. február 10.    | 1910. április 1.     | 1920-ban szétbontották                                            |                                                         |
| SM U–6  | Holland-típus            | 1909. június 12.     | 1910. július 1.      | 1916. május 13-án a személyzet süllyesztette el                   |                                                         |
| SM U–10 | Okarina-típus            | 1915. január 19.     | 1915. július 12.     | 1918. július 9. aknára futott; 1918-ban szétbontották             | A korábbi német SM UB-1                                 |
| SM U–11 | Okarina-típus            | 1915. március        | 1915. június 20.     | 1920-ban szétbontották                                            | A korábbi német SM UB–15                                |
| SM U–12 | Holland-típus            | 1911. március 14.    | 1914. augusztus 21.  | 1915. augusztus 13-án aknára futott                               |                                                         |
| SM U–14 | Curie-típus              | 1912. július 18.     | 1915. június 1.      | 1919-ben visszakapta Franciaország; 1929-ben szétbontották        | Elfogott francia tengeralattjáró: Curie tengeralattjáró |
| SM U–15 | Okarina-típus            | 1915.                | 1915. október 6.     | 1920-ban szétbontották                                            |                                                         |
| SM U–16 | Okarina-típus            | 1915.                | 1915. október 6.     | 1916. október 17-én elsüllyedt                                    |                                                         |
| SM U–17 | Okarina-típus            | 1915.                | 1915. október 6.     | 1920-ban szétbontották                                            |                                                         |
| SM U–20 | Havmanden-típus          | 1916. szeptember 18. | 1917. október 20.    | 1918. július 4-én elsüllyedt                                      | A roncsot 1962-ben kiemelték és Bécsben kiállították    |
| SM U–21 | Havmanden-típus          | 1916. augusztus 15.  | 1917. augusztus 15.  | 1920-ban szétbontották                                            |                                                         |
| SM U–22 | Havmanden-típus          | 1917. január 27.     | 1917. november 23.   | 1920-ban szétbontották                                            |                                                         |
| SM U–23 | Havmanden-típus          | 1917. január 5.      | 1917. szeptember 1.  | 1918. február 21-én az olasz Airone torpedónaszád elsüllyesztette |                                                         |
| SM U–27 | UB-II típus              | 1916. október 19.    | 1917. február 24.    | 1920-ban szétbontották                                            |                                                         |
| SM U–28 | UB-II típus              | 1917. január 8.      | 1917. május 26.      | 1920-ban szétbontották                                            |                                                         |
| SM U–29 | UB-II típus              | 1916. október 21.    | 1917. január 21.     | 1920-ban szétbontották                                            |                                                         |
| SM U–30 | UB-II típus              | 1916. december 27.   | 1917. február 17.    | 1917. április 1-2-án valószínűleg az Otrantói-szoros-ban eltűnt   |                                                         |
| SM U–31 | UB-II típus              | 1917. március 20.    | 1917. április 24.    | 1920-ban szétbontották                                            |                                                         |
| SM –32  | UB-II típus              | 1917. május 15.      | 1917. június 29.     | 1920-ban szétbontották                                            |                                                         |
| SM U–40 | UB-II típus              | 1917. április 21.    | 1917. augusztus 4.   | 1920-ban szétbontották                                            |                                                         |
| SM U–41 | UB-II típus (módosított) | 1917. november 11.   | 1918. február 19.    | 1920-ban szétbontották                                            |                                                         |
| SM U–43 | Ex-UB-II típus           | 1916. április 8.     | 1917. július 30.     | 1920-ban szétbontották                                            | A korábbi német SM UB–43                                |
| SM U–47 | Ex-UB-II típus           | 1916. április 16.    | 1917. július 30.     | 1920-ban szétbontották                                            | A korábbi német SM UB–47                                |
| SM U–48 | U–48                     |                      |                      | 1920-ban szétbontották                                            | A háború végére 70%-ban volt kész                       |
| SM U–49 | U–48                     |                      |                      | 1920-ban szétbontották                                            | A háború végére 55%-ban volt kész                       |
| SM U–50 | U-50                     |                      |                      | 1920-ban szétbontották                                            | A háború végére 90%-ban volt kész                       |
| SM U–51 | U-50                     |                      |                      | 1920-ban szétbontották                                            | A háború végére 60%-ban volt kész                       |
| SM U–52 | U-52                     |                      |                      | 1919-ben szétbontották                                            | A háború végére 25%-ban volt kész                       |
| SM U–53 | U-52                     |                      |                      | 1919-ben szétbontották                                            | A háború végére 10%-ban volt kész                       |
| SM U–54 | U-52                     |                      |                      | A megrendelését visszavonták                                      |                                                         |
| SM U–55 | U-52                     |                      |                      | A megrendelését visszavonták                                      |                                                         |
| SM U–56 | U-50                     |                      |                      | A megrendelését visszavonták                                      |                                                         |
| SM U–57 | U-50                     |                      |                      | A megrendelését visszavonták                                      |                                                         |
| SM U–58 | U–48                     |                      |                      | A megrendelését visszavonták                                      |                                                         |
| SM U–59 | U–48                     |                      |                      | A megrendelését visszavonták                                      |                                                         |

## Ajánlott irodalom
- Csonkaréti Károly: Gyorsmerülés: az osztrák–magyar haditengerészet tengeralattjáróinak története, 1907-1918. Budapest, 2007, Zrínyi ISBN 978-963-327-421-7
- Csonkaréti Károly: A Zenta cirkálóval kezdődött. Budapest, 1986, Móra ISBN 963-11-6020-3